# Дим Дуков
Димитър (Дим) Стоянов Дуков е български телевизионен водещ.

## Биография
Дим Дуков е син на известния аниматор Стоян Дуков и на Вера Драгостинова-Дукова. Дуков има сестра Златина.
До 1989 г. живее в Сидни, където работи в джентълменски клуб.
От 1994 г. работи в манастир, а от 1999 г. става монах в Чекотински манастир „Св. Архангел Михаил" край село Калугерово, Правешко. Дадено му е монашеското име Дамаскин. Преди това е работил в Рилския манастир и в Троянския манастир, но напуска и по покана на тогавашния игумен на Чекотинския манастир Генадий Мелнишки се присъединява към братството там.
През 2006 г. участва в риалити формата „Биг Брадър“ за сезона Вип Брадър 1, където стига до шесто място. В края на същата година става водещ на първото от двете издания на „Голямата уста“, а през 2007 г. е водещ и на второто му издание. Участва и в „Пълна промяна“ – първият и единствен сезон в България, излъчен в края на 2007 г.
Дуков е открито хомосексуален. Управител и рекламно лице на микс-клуб „Спартакус“.
Почива на 28 февруари 2012 г. от перитонит.